# 沂源站
沂源站，位于中华人民共和国山东省淄博市沂源县，是瓦日铁路上的火车站，2014年12月30日完工通车，由中国铁路济南局集团管辖。目前仅办理货运业务，尚未开通客运。

## 歷史
- 2014年12月30日投入运营。

## 車站周邊
- 青兰高速公路

## 外部連結
- 中国铁路客户服务中心 （页面存档备份，存于）